# リベド血管炎
リベド血管炎（リベドけっかんえん、英語: livedo reticularis with summer ulceration）は、夏季潰瘍とも呼ばれ、下肢や腕に左右対称に皮斑が出る特徴の他、夏に足首より先に潰瘍を生じることがある。livedo reticularis with summer or winter ulceration とも言う。
皮斑には、
- 網状皮斑 (livedo reticularis)
- 分枝状皮斑 (livedo racemosa)
- 大理石様皮膚 (cutis marmorata)

があり、寒さで目立つものと逆に暖めると目立つものと、それらの混在する症状を持つ患者がいる。
また、血管に炎症が無く、皮斑は隆起が無く、痒みや痛みを伴わない。しかし、下肢に血栓を生じた場合や、皮膚表面に潰瘍ができた場合は、大変な痛みを伴う。
症状の重い患者の場合、潰瘍は治るのに時間が掛かったり、夏以外の季節にも潰瘍ができる場合がある。